# Kia Motors
Kia is een Zuid-Koreaans automerk dat deel uitmaakt van de Hyundai Motor Company. Kia houdt zich bezig met de ontwikkeling en productie van eigen personenauto's en bedrijfswagens. Kia heeft acht fabrieken waarvan drie in Zuid-Korea, en een in Slowakije, Verenigde Staten, Mexico, India en de Volksrepubliek China.

## Etymologie
De naam 'Kia' komt uit het Koreaans; het karakter 'ki' staat voor het opkomen van de nieuwe zon, of spirituele hergeboorte. De 'a' staat voor het continent waar Kia vandaan komt, Azië. Maakt men van deze twee tekens een vrije combinatie, dan krijgt men dus zoiets als 'Opkomende zon uit Azië'.
In 2021 werd de bedrijfsnaam gewijzigd van Kia Motors in Kia.

## Geschiedenis
In 1944 startte Kia met de vervaardiging van fietsen en motorfietsen. Hierbij werkte Kia samen met Honda. Aan het begin van de jaren tachtig fuseerde Kia met Daelim. Kia produceerde uitsluitend lichtere motorfietsen.
Het merk is gedurende de jaren zeventig gestart met de productie van automobielen. In de jaren 80 en 90 werkte het met Ford Motor Company samen aan diverse modellen die Kia zowel in Zuid-Korea als in andere landen introduceerde. Een voorbeeld hiervan is de Kia Pride, die werd gebaseerd op de Mazda 121, die weer grote overeenkomsten had met de vierde generatie Ford Fiesta. Kia was redelijk succesvol en tussen 1990 en 1997 was het de tweede autoproducent in Zuid-Korea. Om deze positie te bereiken had het zwaar geïnvesteerd in nieuwe productiefaciliteiten, niet alleen in Korea maar ook Indonesië en Brazilië. Medio jaren negentig had Kia de ambitie om de capaciteit uit te breiden naar twee miljoen stuks op jaarbasis om zo in de top 10 van grootste autoproducenten wereldwijd te komen. Deze groeiambities stonden in schril contrast met de financiële resultaten; door hevige concurrentie leidde Kia jarenlang verlies en in 1994 was het eigen vermogen negatief. Mede door de financiële crisis in Azië ging Kia failliet in 1997.
De overheid en de grootste schuldeisers besloten in juli 1998 een veiling te houden. Diverse potentiële kopers toonden interesse waaronder Hyundai, Samsung, Daewoo en Ford. In november 1998 werd Kia overgenomen door Hyundai Motor Company. De activiteiten werden herschikt en medio 2000 telde Kia nog ruim 30.000 medewerkers. Uit deze overname ontstond een hecht samenwerkingsverband tussen Hyundai en Kia. Dit blijkt onder andere uit de onderlinge uitwisselingen van techniek en ontwerpen.

## Activiteiten
Kia verkocht in 2022 bijna drie miljoen voertuigen. De Verenigde Staten was met 693.000 stuks de grootste afzetmarkt, gevolgd door Zuid-Korea met 541.000 exemplaren en Europa met 543.000 stuks. Het aandeel elektrische voertuigen was 487.159 stuks, een stijging met 130% ten opzichte van 2020.
In 2022 had Kia een marktaandeel van 32% in Zuid-Korea, alleen Hyundai was met 41% groter.
Hieronder staan de verkoopcijfers van Kia vanaf 2007 in duizendtallen:

## Modellen
- Kia Picanto
- Kia Rio
- Kia Carens
- Kia cee'd - sinds 2018 Ceed
- Kia Pro cee'd
- Kia Proceed

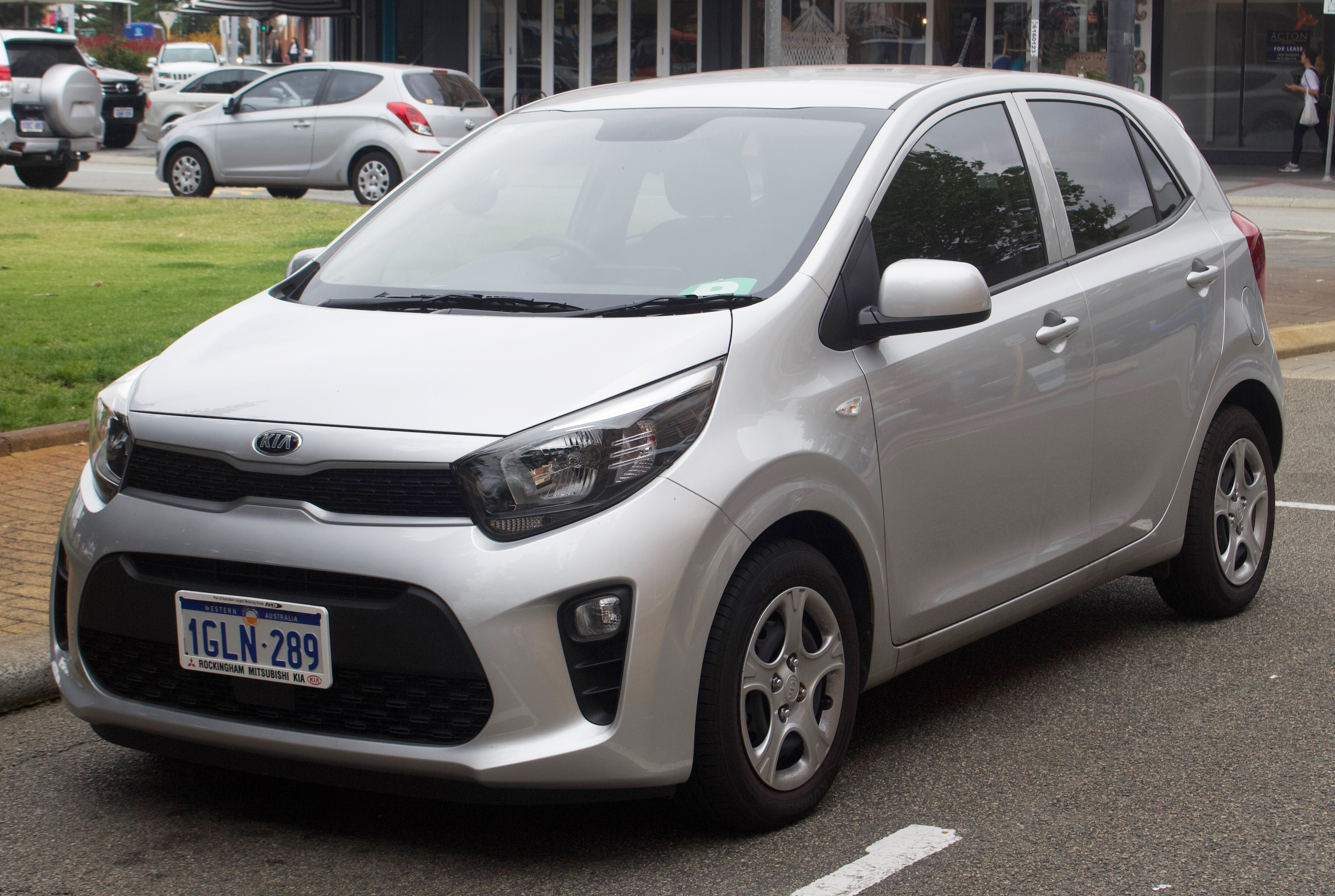
Kia Picanto (2017)

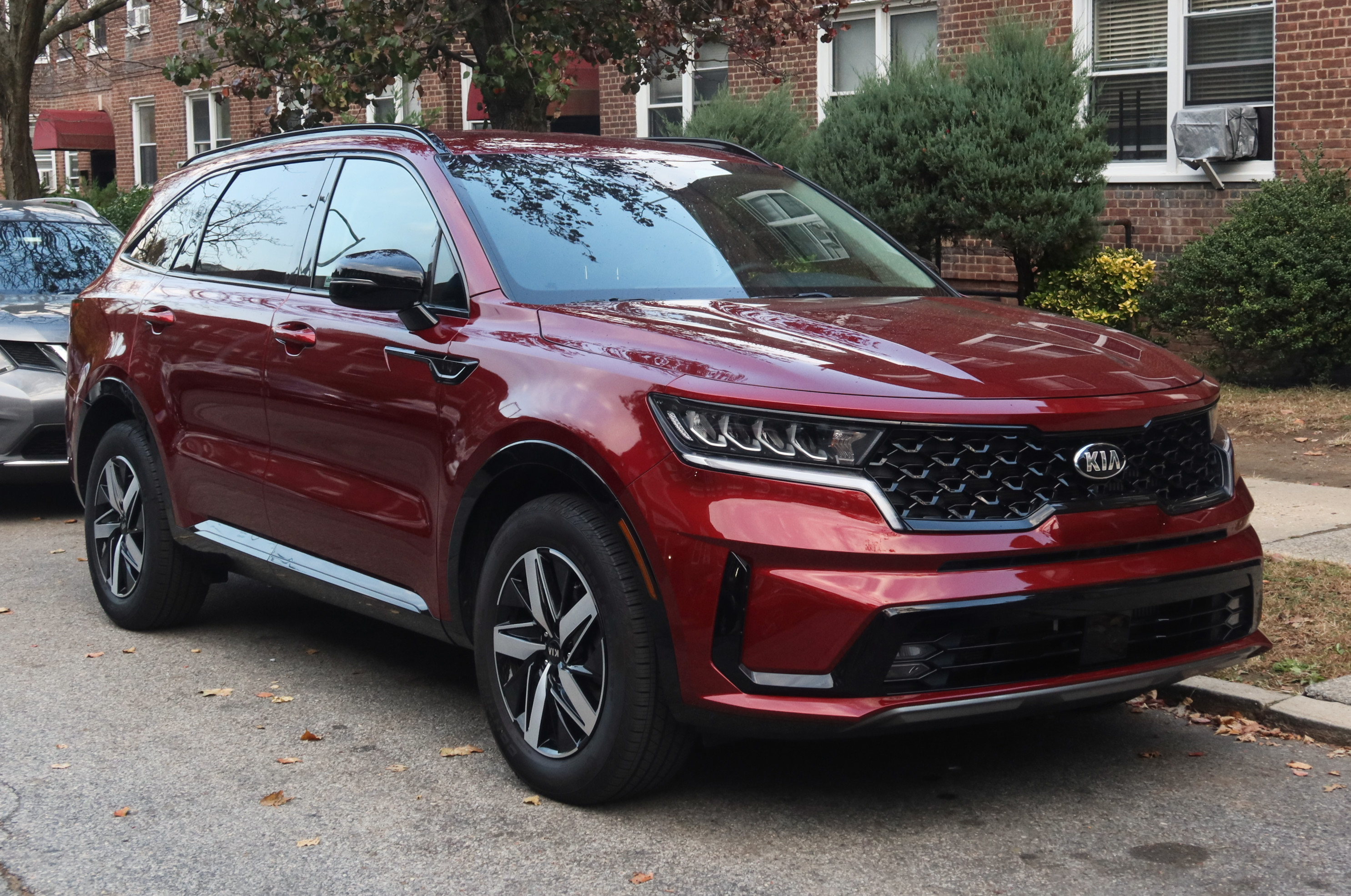
Kia Sorento LX (2021)

- Kia Soul / elektrische versie Kia Soul EV
- Kia Optima
- Kia Sportage
- Kia Sorento
- Kia Niro
- Kia Stinger
- Kia Stonic
- Kia Venga
- Kia Cadenza
- Kia K900
- Kia Forte
- Kia XCEED
- Kia EV6
- Kia EV9

### Modellentijdlijn
| 0    | 1                      | 2          | 3          | 4          | 5          | 6          | 7         | 8         | 9         | 0         | 1          | 2          | 3          | 4             | 5             | 6             | 7             | 8             | 9             | 0             | 1         | 2        | 3        | 4        | 5        | 6        | 7        | 8        | 9        |
|      |                        |            |            |            |            |            |           |           |           |           |            |            |            | Kia Picanto I | Kia Picanto I | Kia Picanto I | Kia Picanto I | Kia Picanto I | Kia Picanto I | Kia Picanto I | II        | II       | II       | II       | II       | II       | III      | III      | III      |
|      |                        |            |            |            |            |            |           |           |           | Kia Rio I | Kia Rio I  | Kia Rio I  | Kia Rio I  | Kia Rio I     | II            | II            | II            | II            | II            | II            | III       | III      | III      | III      | III      | III      | IV       | IV       | IV       |
|      |                        | Kia Sephia | Kia Sephia | Kia Sephia | Kia Sephia | Kia Sephia | II        | II        | II        | II        | Kia Mentor | Kia Mentor | Kia Mentor | Kia Cerato    | Kia Cerato    | Kia Cerato    |               |               |               |               |           |          |          |          |          |          |          |          |          |
|      |                        |            |            |            |            |            | Kia Shuma | Kia Shuma | Kia Shuma | Kia Shuma | Kia Shuma  | Kia Shuma  | Kia Shuma  |               |               |               | Kia Cee'd     | Kia Cee'd     | Kia Cee'd     | Kia Cee'd     | Kia Cee'd | Cee'd II | Cee'd II | Cee'd II | Cee'd II | Cee'd II | Cee'd II | Ceed III | Ceed III |
| 0    | 1                      | 2          | 3          | 4          | 5          | 6          | 7         | 8         | 9         | 0         | 1          | 2          | 3          | 4             | 5             | 6             | 7             | 8             | 9             | 0             | 1         | 2        | 3        | 4        | 5        | 6        | 7        | 8        | 9        |
| 1990 | 1990                   | 1990       | 1990       | 1990       | 1990       | 1990       | 1990      | 1990      | 1990      | 2000      | 2000       | 2000       | 2000       | 2000          | 2000          | 2000          | 2000          | 2000          | 2000          | 2010          | 2010      | 2010     | 2010     | 2010     | 2010     | 2010     | 2010     | 2010     | 2010     |
|      |                        |            |            |            |            |            |           |           |           |           |            |            |            |               |               |               |               |               |               |               |           |          |          |          |          |          |          |          |          |
|      | = Huidige modellen     |            |            |            |            |            |           |           |           |           |            |            |            |               |               |               |               |               |               |               |           |          |          |          |          |          |          |          |          |
|      | = Historische modellen |            |            |            |            |            |           |           |           |           |            |            |            |               |               |               |               |               |               |               |           |          |          |          |          |          |          |          |          |

### Modellen met andere namen
Kia geeft zijn modellen niet in elk land of elk continent dezelfde naam.
- Kia Carens: Kia Rondo
- Kia Carnival: Kia Sedona
- Kia Cerato: Kia Spectra
- Kia Magentis: Kia Optima

- Kia Opirus: Kia Amanti
- Kia Picanto: Kia Morning
- Kia Rio: Kia Pride

### Oudere en niet meer leverbare modellen
- Kia Avella
- Kia Besta
- Kia Carnival
- Kia Cerato
- Kia Clarus
- Kia Elan
- Kia Joice

- Kia Magentis
- Kia Opirus
- Kia Pregio
- Kia Pride
- Kia Sephia
- Kia Shuma

## Trivia
Kia was in 2022 in Nederland het meest verkochte automerk. Het was daarmee het eerste Aziatische merk dat deze status verwierf.